# Уилям IV
Уилям IV , с рождено име Уилям Хенри (на английски: William Henry), е крал на Обединено кралство Великобритания и Ирландия и крал на Хановер от 26 юни 1830 до смъртта си.

## Произход и управление
Той е син на крал Джордж III и по-малък брат и наследник на крал Джордж IV. В младостта си той служи във военноморския флот и по-късно е наричан кралят-моряк.
При управлението му са извършени някои важни реформи: променен е Законът за бедните, демократизирано е общинското управление, ограничен е детският труд и е забранено робството в Британската империя. Най-важната законодателна промяна е Актът за реформа от 1832, който изменя британската избирателна система.
Уилям се меси в политиката много по-малко от брат си и баща си, но е последният монарх, назначил министър-председател против волята на Парламента (през 1834).

- Портрет на Уилям IV от Мартин Арчър Ший